# Caname (paroisse civile)
Pour les articles homonymes, voir Caname.
Caname est l'une des trois paroisses civiles de la municipalité d'Atabapo dans l'État d'Amazonas au Venezuela. Sa capitale est Guarinuma.

## Localités
- Caname
- Baltazar
- Guarinuma
- Patacame
- Piedra Cacahual
- Piedra Merey
- Santa Cruz
- Uarinuma